# Franck Balandier
Pour les articles homonymes, voir Balandier.
Œuvres principales
- Sing Sing, Musiques rebelles sous les verrous, anthologie, 2021
- L'Heure tiède, poèmes, 2019
- Le Paris d'Apollinaire, biographie, 2018
- APO, roman, 2018
- Gazoline Tango, roman, 2017
- Le Corps parfait des araignées, roman, 2017
- Le Silence des rails, roman, 2014
- Des poètes derrière les barreaux, étude littéraire, 2012
- Ankylose, roman,2005
- Les Prisons d'Apollinaire, étude littéraire, 2001
- L'Homme à la voiture rouge, roman, 2000
- Les Nuits périphériques, roman, 1988

Franck Joël Balandier, né le 11 juillet 1952 à Suresnes et mort le 17 décembre 2020 dans le 12e arrondissement de Paris, est un écrivain français. Il est membre de la Société des gens de lettres (SGDL) et adhérent de la Ligue des auteurs professionnels. Auteur de romans, il a également publié des essais et de la poésie. Il est le neveu de Georges Balandier.

## Biographie

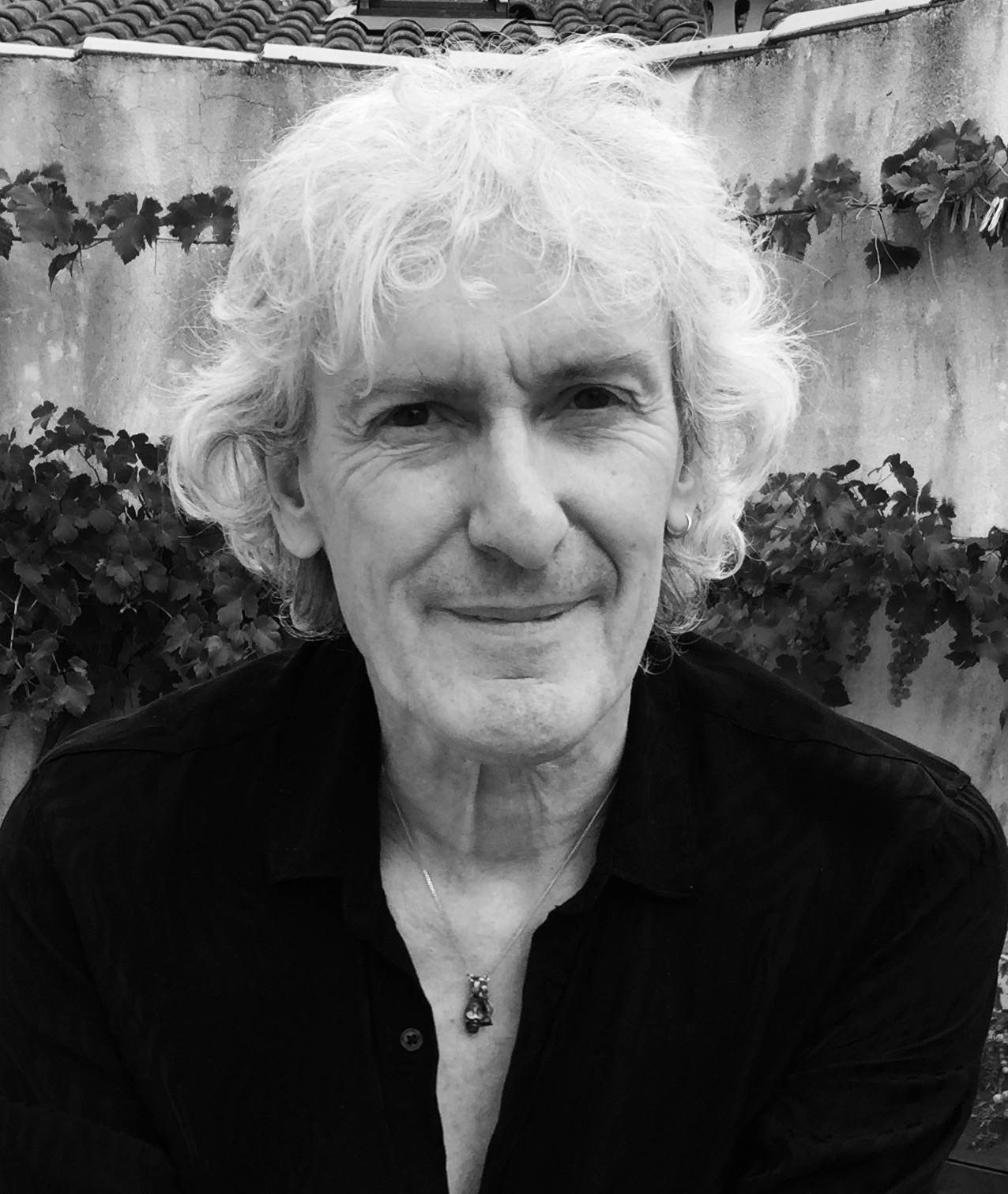
Franck Balandier en 2019.

Franck Balandier est né en 1952 à Suresnes. Il a grandi et vécu à Paris. 

### Carrière
Il publie son premier poème à l'âge de 14 ans, dans la revue Première Chance.
Après une adolescence turbulente et des études littéraires et cinématographiques qui le destinent plutôt à devenir enseignant, il préfère se tourner vers l'éducation en milieu pénitentiaire. À Fleury-Mérogis, il se lie d’amitié avec Patrick Chamoiseau, éducateur comme lui. Ils se découvrent des affinités d’écriture .
Durant son passage à Fleury-Mérogis (1979-1982), il conçoit et anime, avec un groupe de détenus, la première radio diffusée en milieu carcéral, Radio D2. Ce canal interne connaît rapidement un large succès qui lui permet d'inviter de nombreux artistes et journalistes, parmi lesquels le groupe de rock Trust, Maxime Le Forestier, Georges Moustaki, Jean-Louis Foulquier, Guy Hocquenghem  et bien d’autres.
Puis il devient successivement formateur dans une école de travail social, vidéaste, chef d’un bureau de presse, responsable de communication, avant d’exercer en tant que directeur pénitentiaire d'insertion et de probation. Il coordonne alors l’offre culturelle et sportive, la formation professionnelle et le travail pour les personnes détenues en Île-de-France.
Parallèlement, il continue d’écrire. Son premier roman paraît en 1988.
En tant que vidéaste, il a réalisé, pour le compte du ministère de la Justice, une quarantaine de documents audiovisuels, dont Sidamour (1991), un reportage sur la chanteuse Barbara, venue à la rencontre des détenues de la maison d'arrêt des femmes de Fresnes, pour un récital, mais aussi pour parler du sida en compagnie d'un professeur de l'Institut Pasteur.
Il se consacre ensuite entièrement à l'écriture et anime également des ateliers d’écriture.

### Mort

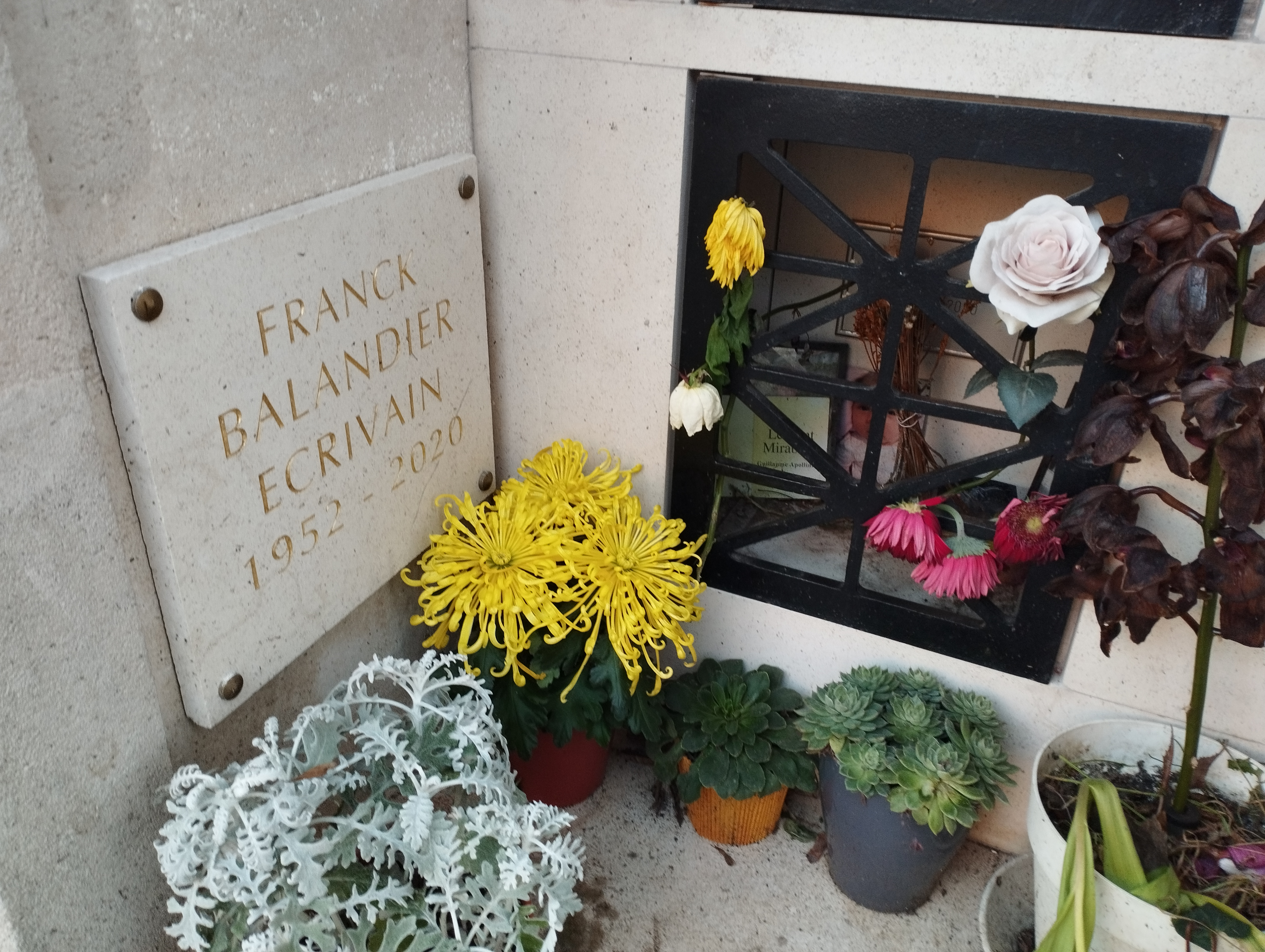
Tombe de Franck Balandier au cimetière du Père-Lachaise (division 44).

Il meurt à l'âge de 68 ans le 17 décembre 2020 dans le 12e arrondissement de Paris. Il est incinéré au crématorium du cimetière du Père-Lachaise et ses cendres sont inhumées dans la 44e division.

## Œuvre
D'une écriture qualifiée de blanche et poétique, non dénuée de fantaisie, Franck Balandier délivre des histoires à l'atmosphère inquiétante dont l'intrigue et les multiples rebondissements rappellent parfois les codes habituels du roman policier. Poète de l'urgence de vivre et de la nécessité du mot juste pour l'exprimer, il conduit cependant ses récits avec tendresse et humour, souvent avec une lucidité cruelle, jusqu'à un dénouement toujours inattendu.
Le style d'écriture se distingue par un sens aigu du détail et de l'énumération. Les phrases sont courtes. Les métaphores employées frisent souvent l'aphorisme. La langue est poétique et les inventions syntaxiques abondent.
Les thèmes abordés s'ancrent dans les nécessités du quotidien et s'attachent à décrire les dérèglements d'une époque où les personnages tentent d'évoluer, comme englués, perdus et sans but réel. Le romantisme noir qui habite les textes est cependant toujours teinté de légèreté. Et la dérision n'est jamais très loin, même lorsqu'il s'agit de décrire les situations les plus dramatiques.
Presque par effraction, il devient plus tard le défenseur des écrivains enfermés. D'Apollinaire, en particulier, pour lequel il signe trois ouvrages dont une fiction remarquée (APO), en 2018, aux éditions du Castor astral, et une promenade insolite dans Le Paris d'Apollinaire, aux éditions Alexandrines (octobre 2018).
En février 2019, il publie son premier recueil de textes poétiques, L’Heure tiède, aux éditions Librairie Galerie Racine, qu’il dédie à toutes les femmes qu’il a aimées et, en particulier, à celle qu’il nomme « la femme de ma dernière vie ».
Deux ans plus tard, en février 2021, est publié post mortem son dernier ouvrage, Sing Sing, musiques rebelles sous les verrous, aux éditions du Castor Astral. Conjuguant sa passion pour le rock et son expérience de la pénitentiaire, il brosse les portraits des plus grandes stars internationales de la musique ayant commis un délit ou un crime. Certains comme David Bowie, Johnny Cash ou Aretha Franklin ont été en garde à vue. D'autres dont Bertrand Cantat, Booba, les Pussy Riot, James Brown ou JoeyStarr ont été incarcérés.